# Тук (Врбовско)
Тук је насељено мјесто града Врбовског, у Горском котару, Приморско-горанска жупанија, Република Хрватска.

## Географија
Тук се налази 3 км источно од Врбовског.

## Становништво
Према попису становништва из 2011. године, насеље Тук је имало 79 становника.
| Националност       | 1991. | 1981. | 1971. | 1961. |
| Срби               | 68    | 67    | 79    | 84    |
| Хрвати             | 17    | 2     | 4     | 6     |
| Југословени        | 6     | 21    |       |       |
| остали и непознато | 3     | 1     |       |       |
| Укупно             | 94    | 91    | 83    | 90    |

| Демографија | Демографија | Демографија |
| Година      | Становника  | Становника  |
| ----------- | ----------- | ----------- |
| 1961.       | 90          |             |
| 1971.       | 83          |             |
| 1981.       | 91          |             |
| 1991.       | 94          |             |
| 2001.       | 81          |             |
| 2011.       |             | 79          |